# ذخیره‌گاه زیست‌کره نیاگارا
ذخیره‌گاه زیست‌کره نیاگارا (به انگلیسی: Niagara Escarpment Biosphere Reserve) یک ذخیره‌گاه زیست‌کره در کانادا است که در انتاریو واقع شده‌است.